# Thomas Burton Hanly
Thomas Burton Hanly (* 9. Juni 1812 in Nicholasville, Kentucky; † 9. Juni 1880 in Little Rock, Arkansas) war ein US-amerikanischer Jurist und Politiker.

## Werdegang
Thomas Burton Hanly wurde in Kentucky geboren, wuchs dort auf und zog dann nach Arkansas. Er saß sowohl im Repräsentantenhaus als auch im Senat von Arkansas. Während des Bürgerkrieges vertrat er als Abgeordneter zwischen 1861 und 1865 den 4. Wahlbezirk von Arkansas im ersten und zweiten Konföderiertenkongress. Ferner war er Richter am State Court. Er verstarb 1880 in Little Rock (Pulaski County) und wurde dann dort auf dem Maple Hill Cemetery beigesetzt.